# 이사오라 티뷔
이사오라 티뷔(프랑스어: Ysaora Tibus, 1991년 8월 22일~)는 프랑스의 플뢰레 펜싱 선수이다. 그녀는 이탈리아 레냐노에서 열린 2012년 유럽 선수권 대회의 여자 플뢰레 단체 부문에서 은메달을 획득하였다.
티뷔는 런던에서 열린 2012년 하계 올림픽에서 프랑스 대표로 출전하였다. 우선 티뷔는 여자 플뢰레 개인전에 출전하였는데, 그녀는 32강에서 러시아의 인나 데리글라조바를 꺾었으나, 이어지는 16강전에서 일본의 이케하타 가나에에게 11-15로 패하였다. 5일 뒤 그녀는 플뢰레 단체전에 출전하였다. 티뷔와 그녀의 팀동료는 대한민국과의 동메달 결정전에서 32-45로 대패하며 4위에 머물렀다. 이 경기에서 티뷔는 3바우트에 출전하여 전희숙에게 1득점도 못하고 0-6으로 패한 뒤, 아니타 블라즈와 교체되었다.